# Liquiditätsprämie
Die Liquiditätsprämie (Liquiditäts-Präferenz) ist ein von John Maynard Keynes geprägter Begriff aus seinem Werk Allgemeine Theorie der Beschäftigung, des Zinses und des Geldes. Er beschreibt damit die Bestimmung des Mindest-Zinssatzes, der sich aus dem Angebot und der Nachfrage nach Geld ergibt.
Die Theorie Keynes besagt hierbei, dass Zinsen keine Belohnung für das Sparen an sich sein können. Weil „gehaltenes Geld“ einen der Liquidität immanenten Vorteil (liquidity preference) besitze, gelte demgemäß als Voraussetzung für Kreditgewährung und Investition, dass als Verfügungsvorteil zumindest die Aufgabe des Liquiditätnutzens abgegolten wird („Prämie für den Verzicht auf Liquidität“, Liquiditätsverzichtsprämie).
Es ist also der Betrag, den der Schuldner an den Gläubiger für die Aufgabe der Liquidität zahlen muss, um den immanenten Vorteil von Liquidität gegenüber gebundenem Geld wettzumachen. Demzufolge ist im Keynesianismus ein Bestandteil des Kreditzinses die als Preis gemessene Prämie, die für die Aufgabe der Liquidität (Kaufkraft und Liquiditätsvorteil) über die bemessene Vertragslaufzeit zu zahlen ist.  Gemäß Keynes soll der Kreditzins im Idealfall neben der Liquiditäts-Präferenz zudem die Inflationsrate ausgleichen und das Kreditrisiko abdecken.
Ebenso kann damit der ideelle und emotionale Wert eines illiquiden Vermögenswertes gerechnet werden, wofür jemand bereit ist, seine liquiden Mittel als Aufwandsentschädigung bereitzustellen. Dies kann nach Keynes als Verfügungsvorteil übersetzt werden.

## Theorie
Nach Keynes besitzt jedes Vermögensgut eine Liquiditätsprämie. Er unterscheidet für ein Vermögensgut (englisch „asset“) grundsätzlich drei wirtschaftliche Größen:
1. die Produktivität (englisch „yield“) q eines Vermögensguts, die ein Erzeugungsverfahren unterstützt oder andere Dienste leistet;
2. Durchhaltekosten („carrying cost“) c in Form von Wertminderung durch Verderben und Veralten wie auch Kosten für Unterhalt, Lagerung und Versicherung;
3. Liquiditätsprämie („liquidity preference“) l, eine „potenzielle Annehmlichkeit oder Sicherheit“;

Der Gesamtvorteil eines Gutes, sein Eigenzins („own-rate of interest“), ist dann „Produktivität minus Durchhaltekosten plus Liquiditätsprämie“, also „q – c + l“.
Bei Produktionskapital (zum Beispiel Maschinen) oder Gebrauchskapital (Gebäude) überwiegt der Produktivitätswert die beiden anderen Werte („man hat etwas davon“). Bei nicht benötigten und überflüssigen Gütern überwiegen die Durchhaltekosten („man muss sie pflegen und beschützen und hat nur Aufwand damit“). Bei Geld ist der Produktivitätswert 0 und die Durchhaltekosten (für Aufbewahrung und Sicherheit) gering, die Liquiditätsprämie jedoch bedeutend („man kann sich was dafür kaufen“). Der besondere Unterschied zwischen Geld und fast allen anderen Vermögensgütern besteht darin, dass beim Geld die Liquiditätsprämie den Durchhaltekostenfaktor stark überwiegt, während umgekehrt bei den anderen Vermögensgütern die Durchhaltekosten die Liquiditätsprämie stark überwiegen.
Darüber hinaus wird der Begriff in der Asset-Pricing-Theorie für die Prämie verwendet, die Anleger bereit sind zu zahlen, um ein besonders liquides Instrument zu erwerben. Besonders verbreitet ist es zum Beispiel, dass Marktteilnehmer Staatsanleihen halten, welche besonders liquide sind, dafür aber eine geringere Rendite als weniger liquide Bonds haben.

## Beispiel
Für die Blumenverkäuferin hat der Strauß, wenn sie ihn verkauft, einen Produktivitätswert: den Verkaufserlös. Daneben verursacht er Durchhaltekosten: sie muss ihn ins Wasser stellen. Eine Liquiditätsprämie hat er für sie jedoch nicht, denn sie will ihn ja loswerden. Kann sie ihn nicht verkaufen und muss sie ihn wegwerfen, dann hat sie nur Durchhaltekosten. Dazu gehören dann auch die Kosten für die Entsorgung sowie die Wertminderung (in diesem Fall die vollkommene Entwertung des Blumenstraußes).
Für eine Käuferin hat der Strauß keinen Produktivitätswert mehr, denn sie will ihn ja nicht mehr verkaufen. Hingegen hat er für sie eine Liquiditätsprämie, weshalb sie ihn gekauft hat: je nachdem die Freude, die sie beim Verschenken empfindet, oder – wenn sie ihn selbst behält – die Freude an seiner Schönheit und seinem Duft. Doch muss sie dafür Durchhaltekosten in Kauf nehmen: Sie muss ihn ins Wasser stellen, dieses ab und zu erneuern und die Stiele neu anschneiden.